# William Parker
William Parker (* 10. ledna 1952 New York) je americký jazzový kontrabasista. Aktivní je od počátku sedmdesátých let. Je členem uskupení Other Dimensions in Music. Během své kariéry vydal řadu vlastních alb a podílel se na deskách řady dalších hudebníků, mezi něž patří například Peter Brötzmann, Wayne Horvitz, Cecil Taylor a Matthew Shipp. Byl dlouholetým spolupracovníkem saxofonisty Davida S. Warea. V roce 2007 vydal knihu Who Owns Music?. Jde o sbírku politických myšlenek, básní a muzikologických esejí. V roce 2010 vydal druhou knihu Conversations, která obsahuje jeho rozhovory s různými jazzovými hudebníky.